# آنگل باستونوف
آنگل باستونوف (بلغاری: Ангел Бастунов؛ زادهٔ ۱۸ مهٔ ۱۹۹۹) بازیکن فوتبال اهل بلغارستان است.